# Aleksy Prusinowski
Aleksy Prusinowski (ur. 13 lipca 1819 w Gostyniu, zm. 14 lutego 1872 w Poznaniu) – członek Komitetu Narodowego Polskiego w Poznaniu w 1848 roku, polski działacz społeczny, duchowny katolicki, kaznodzieja, publicysta.

## Życiorys
Był synem Antoniego i Agnieszki ze Szczytowskich. Kształcił się w gimnazjach w Lesznie i Poznaniu, następnie studiował w seminarium duchownym w Poznaniu. W 1844 obronił doktorat filozofii po dalszych studiach we Fryburgu i Berlinie.  W tym samym roku uzyskał uprawnienia nauczyciela gimnazjalnego i podjął pracę w Gimnazjum Marii Magdaleny w Poznaniu. Po trzech latach popadł w konflikt z przełożonymi na tle patriotycznej interpretacji Konrada Wallenroda i został zwolniony z posady nauczycielskiej. Po przyjęciu święceń kapłańskich w 1845 zajął się  pracą duszpasterską przy farze w Poznaniu, był cenionym kaznodzieją.
Wkrótce wziął aktywny udział w wydarzeniach Wiosny Ludów w Wielkopolsce. Był członkiem Komitetu Narodowego, zastępcą członka tajnego Rządu Narodowego, współtwórcą Ligi Polskiej. W latach 1849–1852 zasiadał po raz pierwszy w sejmie pruskim. Należał do aktywnych działaczy szeregu instytucji i organizacji społecznych, m.in. Towarzystwa Pedagogicznego (i jego organu „Szkoła Polska”), Towarzystwa pomocy Naukowej, komitetu Domu Sierót Katolickich, Towarzystwa św. Wincentego a Paulo. Przede wszystkim odgrywał ważną rolę jako redaktor i publicysta pism ludowych „Wielkopolanin” i „Wiarus” (do 1850), stanowiących polską odpowiedź na prorządowego „Przyjaciela Chłopów”. W czerwcu 1849 po rezygnacji Karola Libelta został wybrany do Sejmu Pruskiego. Wraz z innymi posłami wielkopolskimi na znak protestu przeciwko postanowieniom konstytucji pruskiej nie uwzględniającej praw społeczności polskiej złożył mandat 5 lutego 1850. Do Sejmu został powtórnie wybrany 16 marca 1850.
W 1853 ks. Prusinowski przeniósł się do Grodziska Wielkopolskiego. Jako proboszcz miejscowej parafii doprowadził do odbudowy zabytkowego kościoła, dbał o poziom oświaty. Był wielokrotnie zapraszany na uroczystości o charakterze religijno-narodowym, przemawiał na manifestacjach ku czci wybitnych Polaków; otrzymał przydomek „wielkopolskiego Skargi”. W latach 1861–1863 ponownie sprawował mandat poselski w sejmie pruskim. Jako polityk działał na rzecz katolickich konserwatystów, zwalczał liberałów.
W latach 1860–1866 wydawał „Tygodnik Katolicki”. Także to pismo uczynił trybuną swoich poglądów politycznych oraz narodowych, czym narażał się na represje władz pruskich; utracił redakcję „Tygodnika” po konflikcie z kurią archidiecezjalną. Był autorem broszur o tematyce narodowej (m.in. Język polski w Wielkim Księstwie Poznańskim wobec prawa pruskiego, 1861), wydawał dzieła pisarzy religijnych (m.in. Skargi). Został pochowany w Grodzisku Wielkopolskim.